# Groot platlijfje
Het groot platlijfje (Depressaria radiella) is een vlinder uit de familie van de grasmineermotten (Elachistidae). De wetenschappelijke naam werd in 1783 gepubliceerd door Johann August Ephraim Goeze.
De soort komt voor in Europa.